# エルビラ・ガルシア・デ・カスティーリャ

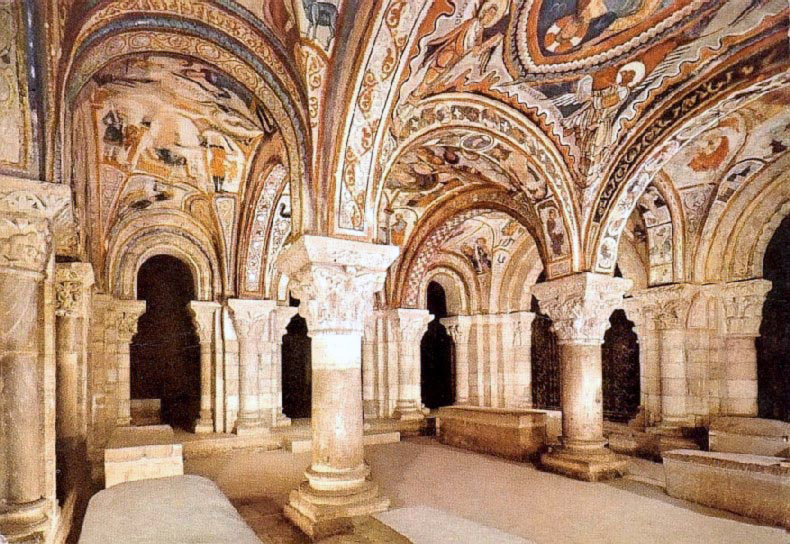
サン・イシドロ・デ・レオン教会の王室霊廟

エルビラ・ガルシア（スペイン語：Elvira García, 978年ごろ - 1017年）は、レオン王ベルムード2世の妃。息子アルフォンソ5世が幼少の間、ポルトゥカーレ伯メネンド・ゴンサレスとともに摂政をつとめた。

## 生涯
エルビラの生年は記録で確認できないが、978年11月24日のコバルビアスの特許状に、姉のウラカやトダと一緒に確認できないことから、彼女は978年前後に生まれたと考えられる。夫ベルムード2世がウラカ・フェルナンデスの息子である場合、夫はエルビラの従兄弟にあたる。
991年11月末ごろに2人は結婚し、992年の特許状に夫妻一緒に確認される。ベルムード2世が最初の妃ベラスキタ・ラミレスを988年から991年の間に離婚した後に行われたこの結婚は、レオン王国とカスティーリャ伯領の間で同盟を結ぶこととなり、レオン王の王権を大幅に強化した。
ベルムード2世は999年9月に死去した。レオン王位は同年10月13日までに、エルビラの後見のもと、息子アルフォンソ5世が継承した。アルフォンソ5世が王として初めて登場する文書は母エルビラが承認し、続いて王国の司教や有力者とともに、ポルトゥカーレ伯メネンド・ゴンサレス（Menendus Gundisaluis comes）およびカスティーリャ伯サンチョ・ガルシア（Santius, dux, Garsea prolis、エルビラの兄）が承認した。1004年、カスティーリャ伯サンチョ・ガルシアは妹エルビラの支援を受け、メネンド・ゴンサレスの甥アルフォンソ5世に対する後見に異議を申し立てた。武力的な対立を回避するため、両者はコルドバのハジブであるアブドゥルマリク・アルムザファルに仲裁を求めたが、その代理人でコルドバのモサラベのカーディーであったアスバグ・ビン・アブド・アッラー・ビン・ナビルはメネンドに有利な判決を下し、メネンドは1008年10月に死去するまでアルフォンソ5世の後見をつとめ、その後アルフォンソ5世は親政を行った。
アルフォンソ5世と母方の伯父サンチョ・ガルシアとの良好な関係は、1014年にバヌ・ゴメス家のムニオ・フェルナンデスがナバラ王サンチョ3世の支援を得て、アルフォンソ5世に反乱を起こしたときに破綻した。「この不和は、1017年の秋に死去したエルビラがオビエドに引退した時に起こったか、むしろそれが原因で起こった」という。1017年8月18日に息子アルフォンソ5世がサンティアゴ・デ・コンポステーラ大聖堂に寄進を行った時に、エルビラは記録において最後に確認される。エルビラはサン・イシドロ・デ・レオン教会の王室霊廟に埋葬された。

## 子女
- アルフォンソ5世（994年頃 - 1028年） - レオン王
- サンチャ - ガリシアに住んだ[10]
- テレサ（1039年4月25日没）[10] - 1017年、母エルビラからサンティアゴ・デ・コンポステーラ大聖堂への寄進を承認し、同年に姉妹サンチャとともにサンタ・エウラリア・デ・フィンゴイ修道院をめぐる訴訟に巻き込まれた[11]。修道女として、おそらく彼女が後に死去したオビエドのサン・ペラーヨ修道院において[11][12]、1028年と1030年にそれぞれ姉妹サンチャとともにサンティアゴ・デ・コンポステーラ大聖堂に寄進を行った[11]。オビエド司教ペラギウスによると、父ベルムード2世の死後、兄アルフォンソ5世は「平和のために」トレドの異教徒（イスラム教徒）の王とテレサを結婚させたという[13]。アラブの歴史家イブン・ハルドゥーンは、993年にベルムード2世が娘をアルマンソールに送り、アルマンソールは彼女を奴隷にし、後に解放し結婚したと記している[10]。オランダのアラブ研究家ラインハルト・ドズィーは、同じ出来事に言及しており、テレサ・ベルムーデスは父親または兄からアルマンソールに贈られ、アルマンソールの死後1003年に解放され、レオン王国に戻り修道女になったと結論付けている[11][12]。現代の歴史家はこれらの出来事が真実であることに疑問を呈しており、テレサが両親が結婚した991年以降に生まれたことから[14]、983年にパンプローナ王サンチョ2世からアルマンソールに贈られたウラカまたはアブダと呼ばれるサンチョ2世の娘の1人と混同されていると考えている。サイモン・バートンは最近、テレサが993年に結婚した可能性は低いものの、ペラギウス司教が記したように後にアルフォンソ5世がテレサをイスラム教徒の王子と結婚させた可能性があり、相手はアルマンソールの息子マリク・アル・ムザファルまたはアブド・アッラフマーン・サンチュエロのうちの1人で、1008年あるいは1009年にこの息子が死去したことにより、テレサが帰還できた可能性があることを示唆した[15]。